# Biologia do desenvolvimento
A biologia do desenvolvimento é a disciplina da biologia que estuda o desenvolvimento dos seres vivos em suas diversas fases. Abrange o crescimento e a diferenciação celular, e a morfogênese. 
A embriologia é um campo da biologia do desenvolvimento que estuda o desenvolvimento desde a formação do zigoto até o fim do desenvolvimento embrionário.

## Organismos-modelo em biologia do desenvolvimento
São usados com freqüência como modelos em biologia do desenvolvimento:
- Vertebrados
  - anuros (como Xenopus laevis)
  - peixe-zebra (Danio rerio)
  - galinha doméstica (Gallus gallus subsp. domesticus)
  - camundongo (Mus musculus) - embriogênese de mamíferos
- Invertebrados
  - ouriço-do-mar
  - Caenorhabditis elegans (verme nemátodo)
  - mosca-de-fruta (Drosophila melanogaster)
- Plantas
  - Arabidopsis thaliana
  - milho (Zea mays)
  - boca-de-leão (Antirrhinum majus)